# Jakartovice
Jakartovice är en ort i Tjeckien. Den ligger i den östra delen av landet, 230 km öster om huvudstaden Prag. Jakartovice ligger 358 meter över havet och antalet invånare är 1 054.
Terrängen runt Jakartovice är varierad. Jakartovice ligger nere i en dal. Runt Jakartovice är det ganska glesbefolkat, med 43 invånare per kvadratkilometer. Närmaste större samhälle är Opava, 15,8 km öster om Jakartovice. Omgivningarna runt Jakartovice är en mosaik av jordbruksmark och naturlig växtlighet.